# Municipio de Black Hawk (condado de Jefferson)
El municipio de Black Hawk (en inglés: Black Hawk Township) es un municipio ubicado en el condado de Jefferson en el estado estadounidense de Iowa. En el año 2010 tenía una población de 277 habitantes y una densidad poblacional de 2,91 personas por km².

## Geografía
El municipio de Black Hawk se encuentra ubicado en las coordenadas 41°7′26″N 92°0′27″O / 41.12389, -92.00750. Según la Oficina del Censo de los Estados Unidos, el municipio tiene una superficie total de 95.13 km², de la cual 95,07 km² corresponden a tierra firme y (0,06 %) 0,06 km² es agua.

## Demografía
Según el censo de 2010, había 277 personas residiendo en el municipio de Black Hawk. La densidad de población era de 2,91 hab./km². De los 277 habitantes, el municipio de Black Hawk estaba compuesto por el 97,47 % blancos, el 0,36 % eran asiáticos, el 0,36 % eran de otras razas y el 1,81 % eran de una mezcla de razas. Del total de la población el 1,44 % eran hispanos o latinos de cualquier raza.